# Marmosops fuscatus
Marmosops fuscatus är en pungdjursart som först beskrevs av Oldfield Thomas 1896. Marmosops fuscatus ingår i släktet Marmosops och familjen pungråttor. IUCN kategoriserar arten globalt som otillräckligt studerad.
Pungdjuret förekommer i norra Venezuela och centrala Colombia. Arten vistas där i kulliga områden och upp till 2 400 meter höga bergstrakter. Habitatet utgörs av olika slags skogar. Individerna är aktiva på natten. De äter insekter och kanske även några växtdelar.

## Underarter
Arten delas in i följande underarter:
- M. f. carri
- M. f. fuscatus
- M. f. perfuscus